# Sven Kamsén
Sven Gösta Kamsén, född 9 november 1928 i Ringarums församling, Östergötlands län, död 29 juni 2020 i Täby distrikt, Stockholms län, var en svensk officer i Flygvapnet.

## Biografi
Kamsén blev fänrik i Flygvapnet 1953. Han befordrades till löjtnant 1955, till kapten 1962, till major 1967, till överstelöjtnant 1972, till överste 1976 och till överste av 1:a graden 1979.
Kamsén inledde sin militära karriär i Flygvapnet vid Bråvalla flygflottilj (F13). Åren 1968–1971 var han chef för Flygsystemsdetaljen vid Flygstaben. Åren 1971–1973 var han chef för Flygavdelningen vid Östra militärområdesstaben (Milo Ö). Åren 1973–1976 var han chef för Utbildningsavdelningen vid Flygstaben. Åren 1976–1979 var han chef för Flygvapnets Krigsskola (F 20). Åren 1979–1981 var han chef för Flygsektionen vid Södra militärområdesstaben (Milo S). Åren 1981–1985 var han chef för Utbildningssektionen vid Flygstaben. Åren 1985–1989 var han chef för Personalsektionen vid Flygstaben samt Centrala personalkåren vid Flygstaben. Kamsén lämnade Flygvapnet 1989. Sven Kamsén är gravsatt i minneslunden på Täby södra begravningsplats.

## Utmärkelser
- Riddare av Svärdsorden, 6 juni 1972.[4]